# Xanthorhoe abraxina
Xanthorhoe abraxina är en fjärilsart som beskrevs av Butler 1879. Xanthorhoe abraxina ingår i släktet Xanthorhoe och familjen mätare. Inga underarter finns listade i Catalogue of Life.